# Tempo (magazine indonésien)
Pour les articles homonymes, voir Tempo (homonymie).
Tempo est un hebdomadaire indonésien qui traite de sujets d'actualité et de politique. Il a été fondé par Goenawan Mohamad et Yusril Djalinus. La première édition est parue en mars 1971.
Sous l'Ordre nouveau du président Soeharto, le ministre de l'Information Harmoko avait interdit Tempo [Quand ?] et de deux autres publications, les qualifiant de "menace pour la stabilité nationale". En réaction à cette interdiction, plusieurs journalistes avaient fondé une "Alliance des journalistes indépendants ou Aliansi Jurnalis Independen. La parution de Tempo a repris après la démission de Soeharto en mai 1998. Il maintient sa ligne indépendante.
Le 27 juin 2010, il a ainsi publié un récit sur la corruption de la police, sur la base de la révélation de documents montrant que six haut gradés de la police possédaient des comptes bancaires de plusieurs millions de dollars, dont plus de 10 millions dans un cas, alors que leur traitement mensuel est de l'ordre de 1 600 dollars. Dans les premières heures de la matinée de la publication, des fonctionnaires soupçonnés d'être liés à la police tentèrent en vain d'acheter tous les exemplaires de l'édition concernée.  30 000 exemplaires furent ainsi acheté dans le centre de Jakarta, mais comme les autres quartiers de la capitale n'avait pas été touchés, les vendeurs en profitèrent pour doubler le prix des exemplaires restants en circulation.  Quant à Tempo, il n'eut qu'à réimprimer et livrer 30 000 exemplaires supplémentaires. Cette intervention ne fit qu'augmenter la publicité autour du récit.
Le 6 juillet suivant, un cocktail Molotov était lancé contre les bureaux de la rédaction, dans le centre de Jakarta, par deux hommes habillés de noirs montés sur une  motocyclette. Les dégâts furent limités, mais on a largement soupçonné la police d'être à l'origine de l'attentat.
Tempo a également créé un magazine en ligne, Tempo Interaktif.
Le rédacteur en chef actuel de Tempo est Setri Yasra.

## Magazine
La version papier hebdomadaire de Tempo est publié à 100 000 exemplaires en indonésien, en anglais et en japonais. Depuis le 12 septembre 2000, il existe également sur internet une version indonésienne et une version anglaise [réf. nécessaire].